# Andy Bruce
Andy Bruce (* 2. April 1969 in Kopenhagen) ist ein britischer Jazzmusiker (Posaune).

## Leben und Wirken
Bruce, der in Stirling aufwuchs, zog 1992 in die Niederlande, wo er am Konservatorium Hilversum Posaune studierte. Er wurde Teil der Popband The Bob Color (1994–1998) und ab 1999 der Crossover-Funk-Band Raise the Roof. Seit 1995 arbeitete er zudem bei den Beau Hunks, mit denen mehrere Alben entstanden.
Bruce gehörte ab 2002 als festes Mitglied zum Willem Breuker Kollektief, mit dem er international auf Tournee war und mehrere CDs veröffentlichte. Er spielte zudem im Metropole Orkest und im Jazz Orchestra of the Concertgebouw. Daneben gründete er 2006 mit Hermine Deurloo, Martin Fondse, Alan Purves, dem Gitarristen Sander Hop und dem Tubisten Frans Cornelissen Andy Bruce & The Rigidly Righteous, wo er traditionelle schottische Musik und Jazz verknüpfte; unter eigenem Namen legte er mit dieser Band 2009 das Album The Midge vor, das gute Kritiken erhielt. Zwischen 2018 und 2020 gehörte er zur Dutch Swing College Band. Er ist auch auf Alben von Boudewijn de Groot, Theo Nijland, Andrzej Piaseczny und den Musikkomödianten von Baron Rabinovitsj zu hören.